# Gorzków (gemeente)
De gemeente Gorzków is een landgemeente in het Poolse woiwodschap Lublin, in powiat Krasnostawski.
De zetel van de gemeente is in Gorzków (sinds 30 december 1999 Gorzków-Osada genoemd).
Op 30 juni 2004 telde de gemeente 4149 inwoners.

## Oppervlakte gegevens
In 2002 bedroeg de totale oppervlakte van gemeente Gorzków 96,19 km², waarvan:
- agrarisch gebied: 85%
- bossen: 10%

De gemeente beslaat 8,45% van de totale oppervlakte van de powiat.

## Demografie
Stand op 30 juni 2004:
| Omschrijving                   | Totaal | Totaal | Vrouwen | Vrouwen | Mannen | Mannen |
| ------------------------------ | ------ | ------ | ------- | ------- | ------ | ------ |
| eenheid                        | aantal | %      | aantal  | %       | aantal | %      |
| inwoners                       | 4149   | 100    | 2199    | 53      | 1950   | 47     |
| bevolkingsdichtheid (inw./km²) | 43,1   | 43,1   | 22,9    | 22,9    | 20,3   | 20,3   |

In 2002 bedroeg het gemiddelde inkomen per inwoner 1072,98 zł.

## Plaatsen
Antoniówka, Baranica, Bobrowe, Bogusław, Borów, Borów-Kolonia, Borsuk, Chorupnik, Czysta Dębina, Czysta Dębina-Kolonia, Felicjan, Gorzków, Gorzków-Wieś, Góry, Józefów, Olesin, Orchowiec, Piaski Szlacheckie, Widniówka, Wielkopole, Wielobycz, Wiśniów, Zamostek.

## Aangrenzende gemeenten
Izbica, Krasnystaw, Łopiennik Górny, Rudnik, Rybczewice, Żółkiewka